# Aash Al Malik
‘Āsh al-malik (« Le salut royal ») est l'hymne national de l'Arabie saoudite.
Il glorifie Dieu et demande qu'il accorde une longue vie au pays et au roi d'Arabie Saoudite. Les paroles ont été écrites par Ibrāhīm Khafājī. La musique a été composée par l'égyptien Abdul-Raḥman al-Khaṭīb en 1947 et a été arrangée par Sirāj Umar. L'hymne a d'abord été adopté sans paroles en 1950 ; les paroles n'ont été officiellement adoptées qu'en 1984.
En janvier 2025, l'Arabie saoudite a demandé au compositeur allemand Hans Zimmer de "réarranger" son hymne national.

## Paroles
| Paroles en arabe | Traduction française | |
| --- | --- | --- |
| \| Écriture arabe \| Écriture latine \| Transcription API \| \| -------------------------------------------------------------------------------------------------------------------------------------------------------------------------- \| ------------------------------------------------------------------------------------------------------------------------------------------------------------------------------------------------------------------------------ \| ----------------------------------------------------------------------------------------------------------------------------------------------------------------------------------------------------------------------------------------------------------------------------------------------------------- \| \| سَارِعِي ،لِلْمَجْدِ وَٱلْعَلْيَاء !مَجِّدِي لْخَالِقِ ٱلسَّمَاء وَارْفَعِي ٱلْخَفَّاقَ ٱلْأَخْضَر ،يَحْمِلُ ٱلنُّورَ ٱلْمُسَطَّر !رَدِّدِي اللهُ أَكْبَر !يَا مَوْطِنِي ،مَوْطِنِي !عِشْتَ فَخْرَ ٱلْمُسْلِمِين عَاشَ ٱلْمَلِك لِلْعَلَم !وَالْوَطَن[2],[3],[4],[5] \| Sāri‘ī! Lil-majdi wal-ʻalyạ̄, Majjidī li-khāliqi as-samạ̄! Wa-rfaʻi al-khaffāqa akhḍar Yaḥmilu an-nūra al-musaṭṭar, Raddidī: „Allāhu akbar!“ Yā mawṭinī! Mawṭinī, ʻIshta fakhra al-muslimīn! ʻĀsha al-malik Lil-ʻalam Wal-waṭan! \| [sæː.rɪ.ʕiː] [lɪ‿l.mæd͡ʒ.di wæ‿l.ʕɑl.jæːʔ] [mæd.d͡ʒi.diː li xɑː.lɪ.qɪ‿s.sæ.mæːʔ ‖] [wɑr.fɑ.ʕɪ‿l.xɑf.fɑː.qɑ ʔɑx.dˤɑr] [jæħ.mɪ.lʊ‿n.nʊː.ræ‿l.mu.sɑtˤ.tˤɑr] [rɑd.dɪ.diː ʔɑɫ.ɫɑː.hu ʔæk.bɑr ‖] [jæː mɑw.tˤɪ.niː ‖] [mɑw.tˤɪ.niː] [ʕɪʃ.tæ fɑx.ræ‿l.mʊs.lɪ.miːn ‖] [ʕɑː.ʃæ‿l.mæ.lɪk] [lɪ‿l.ʕɑ.læm] [wæ‿l.wɑ.tˤɑn ‖] \| | Pressez-nous ! À la gloire et la suprématie, Glorifiez-nous le Créateur du ciel Et hissez-nous le Drapeau Vert, L'emblème de la lumière ! Répétez : « Dieu est le plus Grand ! » Ô Ma Patrie ! Ma Patrie, La Gloire de tous les Musulmans ! Longue vie au Roi Pour le drapeau Et la Patrie ! | |
| Écriture arabe | Écriture latine | Transcription API |
| سَارِعِي ،لِلْمَجْدِ وَٱلْعَلْيَاء !مَجِّدِي لْخَالِقِ ٱلسَّمَاء وَارْفَعِي ٱلْخَفَّاقَ ٱلْأَخْضَر ،يَحْمِلُ ٱلنُّورَ ٱلْمُسَطَّر !رَدِّدِي اللهُ أَكْبَر !يَا مَوْطِنِي ،مَوْطِنِي !عِشْتَ فَخْرَ ٱلْمُسْلِمِين عَاشَ ٱلْمَلِك لِلْعَلَم !وَالْوَطَن, | Sāri‘ī! Lil-majdi wal-ʻalyạ̄, Majjidī li-khāliqi as-samạ̄! Wa-rfaʻi al-khaffāqa akhḍar Yaḥmilu an-nūra al-musaṭṭar, Raddidī: „Allāhu akbar!“ Yā mawṭinī! Mawṭinī, ʻIshta fakhra al-muslimīn! ʻĀsha al-malik Lil-ʻalam Wal-waṭan!                                                               | [sæː.rɪ.ʕiː] [lɪ‿l.mæd͡ʒ.di wæ‿l.ʕɑl.jæːʔ] [mæd.d͡ʒi.diː li xɑː.lɪ.qɪ‿s.sæ.mæːʔ ‖] [wɑr.fɑ.ʕɪ‿l.xɑf.fɑː.qɑ ʔɑx.dˤɑr] [jæħ.mɪ.lʊ‿n.nʊː.ræ‿l.mu.sɑtˤ.tˤɑr] [rɑd.dɪ.diː ʔɑɫ.ɫɑː.hu ʔæk.bɑr ‖] [jæː mɑw.tˤɪ.niː ‖] [mɑw.tˤɪ.niː] [ʕɪʃ.tæ fɑx.ræ‿l.mʊs.lɪ.miːn ‖] [ʕɑː.ʃæ‿l.mæ.lɪk] [lɪ‿l.ʕɑ.læm] [wæ‿l.wɑ.tˤɑn ‖] |